# زیردریایی یو-۴۷۵ بیوه سیاه
زیردریایی یو-۴۷۵ بیوه سیاه (به انگلیسی: Submarine U-475 Black Widow) یک زیردریایی است که طول آن 92 m می‌باشد. این زیردریایی در سال ۱۹۶۷ ساخته شد.